# Helmuth Rolfes
Helmuth Rolfes (* 1944) ist ein deutscher römisch-katholischer Theologe.

## Leben
Er wuchs in Bremen auf, wo er seit seiner Pensionierung lebt. Nach der Promotion an der Universität Innsbruck 1969 und in Münster 1981 war der Priester des Bistums Osnabrück von 1984 bis 2009 Professor für systematische Theologie an der Universität Kassel. Er ist Mitglied im diözesanen Arbeitskreis Lübecker Märtyrer im Bistum Osnabrück.

## Werke (Auswahl)
- Der Sinn des Lebens im marxistischen Denken. Eine kritische Darstellung. Mit einem Vorwort von Johann Baptist Metz (= Patmos-Paperback). Patmos, Düsseldorf 1971, ISBN 3-491-00309-1 (zugleich Dissertation, Innsbruck 1969).
- (Hrsg.): Marxismus, Christentum (= Grünewald-Materialbücher. Band 6). Matthias-Grünewald-Verlag, Mainz 1974, ISBN 3-7867-0481-3.
- Jesus und das Proletariat. Die Jesustradition der Arbeiterbewegung und des Marxismus und ihre Funktion für die Bestimmung des Subjekts der Emanzipation (= Patmos-Paperback). Patmos, Düsseldorf 1982, ISBN 3-491-77249-4 (zugleich Dissertation, Münster 1981).
- mit Angela Ann Zukowski (Hrsg.): Communicatio socialis. Challenge of theology and ministry in the church. Festschrift for Franz-Josef Eilers. Kassel Univ. Press, Kassel 2007, ISBN 978-3-89958-310-6.
- mit Stephan Winter (Hrsg.): Bekenner in der Schreckenszeit. Zum Gedenken an die Lübecker Märtyrer im Bistum Osnabrück. Verlag Dom Buchhandlung, Osnabrück 2018, ISBN 3-925164-75-8.

| Personendaten    | Personendaten                           |
| ---------------- | --------------------------------------- |
| NAME             | Rolfes, Helmuth                         |
| KURZBESCHREIBUNG | deutscher römisch-katholischer Theologe |
| GEBURTSDATUM     | 1944                                    |